# 라즈 알론소
라즈 알론소(Laz Alonso, 1974년 3월 25일 ~ )는 미국의 배우이다.

## 출연 작품
- 콘스탄틴 - 시체안치소 경비원 역
- 분노의 질주: 더 오리지널
- 캐시트럭 - 카를로스 역
- 더 하더 데이 폴